# Lorena Ochoa Invitational
De Lorena Ochoa Invitational is een jaarlijks golftoernooi voor vrouwen, dat deel uitmaakt van de LPGA Tour. Het toernooi werd in 2008 opgericht door voormalig golfster Lorena Ochoa en vindt sindsdien plaats op de Guadalajara Country Club in Guadalajara, Mexico.
Het toernooi wordt over vier dagen gespeeld in een strokeplay-formule en er wordt geen cut toegepast. Het is een invitatietoernooi en er kunnen maximaal 36 golfsters deelnemen aan dit toernooi.

## Golfbanen
| Jaar  | Golfbaan                 | Plaats      | Info                |
| ----- | ------------------------ | ----------- | ------------------- |
| 2008- | Guadalajara Country Club | Guadalajara | Baanrecord: 63 (-9) |

## Winnaressen
| Jaar | Winnares         | Score | Score | Info                              |
| ---- | ---------------- | ----- | ----- | --------------------------------- |
| 2008 | Angela Stanford  | 275   | –13   |                                   |
| 2009 | Michelle Wie     | 275   | –13   |                                   |
| 2010 | In-Kyung Kim     | 269   | –19   |                                   |
| 2011 | Catriona Matthew | 276   | –12   |                                   |
| 2012 | Cristie Kerr     | 272   | –16   |                                   |
| 2013 | Lexi Thompson    | 272   | 16    |                                   |
| 2014 | Christina Kim po | 273   | –15   | Won de play-off van Shanshan Feng |

| Toernooirecord |  | po = winnares na play-off |